# Cazul de viol și crimă din Calcutta, 2024
În data de 9 august 2024, Moumita Debnath, medic stagiar la RG Kar Medical College din Calcutta, Bengalul de Vest, India, a fost violată și ucisă. Acest incident a declanșat dezbateri cu privire la siguranța femeilor și a medicilor în India, precum și o serie de proteste la nivel național și solicitări în vederea unei anchete exhaustive.

## Incident
Pe 9 august 2024, colegii medici au sesizat autoritățile că Debnath lipsește și nu știu nimic despre ea. În jurul orei 11.30, trupul acesteia a fost găsit într-o sală de seminar a colegiului, într-o stare de semi-goliciune, cu sângerări intense din ochi, gură și parțile intime. Ulterior, Debnath a fost declarată moartă.

## Investigație

### Raportul autopsiei
Potrivit rezultatelor autopsiei, Debnath a fost violată și agresată sexual înainte de a fi ucisă prin strangulare, În raportul autopsiei s-au consemnat, de asemenea, leziuni profunde la nivelul colului uterin, pe buze, pe piciorul stâng, mâna dreaptă, degetul inelar, gât și față. În urma autopsiei, s-a constatat că zgârieturile de pe fața victimei au fost cauzate de unghiile acuzatului. A fost aplicată presiune pe gură și gât și a fost strangulată, ceea ce a produs fractura cartilajului tiroid. Tot în raport s-au constatat sângerări abundente din ochi, gură și părțile intime, iar leziunile din zona genitală au fost atribuite „persversiunilor sexuale” și „torturii genitale”. Cauza exactă a rănilor oculare a rămas nedeterminată.
Raportul de autopsie a consemnat că în vaginul ei s-au găsit 150 mg de spermă. Medicii legiști, pornind de la această concluzie a raportului și de la dimensiunea leziunilor, au sugerat că Debnath se poate să fi fost victima unui viol în grup. Poliția din Calcutta a respins ca fiind nefondate aceste supoziții și a susținut că este imposibil să distingi sperma mai multor indivizi cu ochiul liber, în timpul autopsiei.

### Arestare
În urma investigației, poliția a arestat un vountar civil al Poliției din Calcutta, ce fusese repartizat într-o locație aproape de colegiul medical. Acesta a fost descris ca fiind un afemeiat și un om violent. Potrivit poliției din Calcutta, el a recunoscut crima.

### Transferarea cazului
Pe 13 august 2024, Înalta Curte de Justiție din Calcutta, nemulțumită de investigația derulată de poliție, a atribuit cazul Biroului Central de Investigații. Au menționat, de asemenea, că există riscul ca poliția să distrugă dovezile dacă vor continua propria investigație. Pe 18 august, cazul a fost preluat de Curtea Supremă a Indiei.

## Reacții

### Demisia directorului
În contextul protestelor declanșate de incident, dr. Sandip Ghosh, chirurg ortoped și director al colegiului medical, și-a dat demisia. A motivat incapacitatea sa de a face față atacurilor din presă și de pe rețelele sociale și criticilor defăimătoare ale politicienilor. Imediat după demisie, Sandip Ghosh a fost numit director al Colegiului Medical Național din Calcutta, ceea ce a alimentat indignarea publică. Pe 13 august, Înalta Curte din Calcutta a solicitat guvernului să îl destituie temporar din funcție și a criticat public numirea lui în această funcție într-un timp atât de scurt.

### Proteste
Incidentul a declanșat o serie de proteste și reacții critice în presa națională și pe rețelele de socializare, în special în cadrul comunității medicilor. Studenții și colegii victimei au cerut dreptate și îmbunătățirea condițiilor de siguranță în campus.
Drept urmare, Asociația Medicilor din India a solicitat ministrului sănătății J.P. Nada să promulge o lege specială care să protejeze medicii de violență. Totodată, au solicitat ca spitalele să fie desemnate zone sigure. Violul și uciderea stagiarei din Calcutta au provocat indignarea doctorilor rezidenți din întreaga țară și au sporit teama pentru propria siguranță în rândul personalului medical.
Pe 13 august, peste 8.000 de medici din statul Maharashtra și-au suspendat activitatea, cu excepția serviciului de urgență. În New Delhi, medicii aflați în stagiul de practică au protestat în fața principalelor spitale guvernamentale, îmbrăcați în halate albe. Pe 13 august, serviciile de urgență au fost suspendate în aproape toate colegiile medicale subordonate guvernului din Calcutta. Proteste similare au fost organizate în centrele medicale din mai multe orașe, printre care Lucknow și Goa și au afectat serviciile medicale.
Pe 12 august, Federația Asociației Medicilor Rezidenți a suspendat toate serviciile medicale chirurgicale progamate. Câteva proteste au fost anulate în data de 13 august, după ce o delegație oficială a medicilor s-a întâlnit cu ministrul sănătății J.P. Nada. Totuși, mai multe asociații ale medicilor din India, inclusiv Federația Asociațiilor Medicale din India, Colegiul Medical Național din Calcutta, Colegiul Medical Indira Ghandi, Colegiul Medical și Spitalul R.G. Kar, au continuat protestele. Federația Asociației Medicilor Rezidenți, după ce și-a anulat protestele timp de două zile, a reluat protestul ca urmare a actelor de violență ale poliției împotriva protestatarilor de la Coegiul Medical R.G. Kar.
Protestele sub deviza „Women, Reclaim the Night” („Femei, revendicați noaptea”) au avut loc în Calcutta și în alte orașe din India pe 14 august. Protestul a fost dedicat „independenței femeilor în ajunul independenței”, având în vedere că protestele au continuat și pe 15 august, când se sărbătorește Ziua Independenței Naționale a Indiei.
Pe 15 august, imediat după miezul nopții, poliția a atacat protestanții de la Colegiul Medical R.G. Kar cu bastoane și gaz lacrimogen, după ce un grup de protestanți au dărâmat o baricadă și au pătruns în spital. Aceștia au aruncat pietre și au vandalizat secția de primiri urgențe și zona unde a fost găsită victima. Au fost răniți mai mulți polițiști și protestanți. Purtătorul de cuvânt al poliției din Calcutta, Vineet Goyal, a acuzat mass-media de defăimarea organelor de poliție din Calcutta, ceea ce a produs escaladarea acestui incident. Ulterior, poliția din Calcutta a arestat 19 persoane responsabile de acte de violență și vandalism în incinta spitalului, în cadrul protestului din 15 august.
Asociația Medicală din India, împreună cu numeroase colegii medicale, au declanșat o grevă generală la nivel național în toate spitalele, pe 17 august, singurele servicii medicale oferite în continuare fiind urgențele chirurgicale.
Pe 18 august, suporteri ai cluburilor de fotbal East Bengal FC și Mohun Bagan au intenționat să protesteze pe stadionul Yuva Bharati Krirangan, în timpul derbi-ului din Cupa Durand. Problemele de securitate au făcut ca meciul să fie amânat și stabilit într-o altă locație. După anularea meciului, suporteri ai cluburilor sportive East Bengal FC, Mohun Bagan și Mohamedan s-au unit și au protestat pe o stradă din apropierea stadionului Salt Lake.

### Critici la adresa guvernului
Guvernul Bengalului de Vest, condus de All India Trinamool Congress, a fost criticat pentru că nu asigură măsuri corespunzătoare privind siguranța femeilor în țară. Au fost exprimate îngrijorări cu privire la maniera în care poliția din Calcutta se ocupă de acest caz, ceea ce a determinat Înalta Curte din Calcutta să transfere cazul la Biroul Central de Investigații. Asociația Medicilor din India și membri ai Partidului Bharatiya Janata au acuzat poliția și guvernul Bengalului de Vest, reprezentat de ministrul Mamata Banerjee, ca fiind responsabili direct pentru incident, afirmând că actele de vandalism de pe 15 august au fost realizate intenționat de către Trinamool Congress pentru a distruge scena crimei și eventualele dovezi incriminatorii. Mahua Moitra, în numele Trinamool Congress, a negat aceste acuzații de mușamalizare și le-a numit „total eronate și nefondate”.

### Rețele sociale
Printre persoanele publice care au postat pe conturile lor sociale și au solicitat să se facă dreptate în acest caz, s-au aflat actorii Hrithik Roshan, Kareena Kapoor Khan și Alia Bhatt. Alții, precum jucătorii de cricket Sourav Ganguly și Mohammed Siraj, au cerut pedepse aspre pentru criminali. Fostul jucător de cricket, Harbhajan Singh, a adresat o scrisoare către guvernatorul Bengalului de Vest, prin care a solicitat să se acționeze prompt pentru rezolvarea cazului.

### Pe plan internațional
Incidentul a atras atenția pe plan internațional, s-au organizat ample proteste în Australia, Bangladesh, Canada, Germania, Marea Britanie și Statele Unite ale Americii.